# Tredje söndagen i advent
Tredje söndagen i advent eller Tredje advent är en av söndagarna i adventsfastan, särskilt ägnad Johannes döparen.
Den infaller den söndag som infaller 11–17 december. Den liturgiska färgen är blå eller violett; rosa liturgisk färg kan också användas med motiveringen att söndagen är en glädjedag mitt i adventsfastan, likt midfastosöndagen.
Temat för dagens bibeltexter enligt evangelieboken är Bana väg för Herren. En välkänd text är en text ur Matteusevangeliet där Johannes vill veta om Jesus är den som han predikat om, och några av Johannes lärjungar då får svaret: ”Gå och berätta för Johannes vad ni hör och ser: att blinda ser och lama går, spetälska blir rena och döva hör, döda står upp och fattiga får ett glädjebud.”

## Svenska kyrkan

### Texter
Söndagens tema enligt 2003 års evangeliebok, Svenska kyrkan är Bana väg för Herren. De bibeltexter som används för att belysa dagens tema är:
| Första årgången                                                         | Andra årgången                                                     | Tredje årgången                                            | Psaltarpsalm      |
| Jesaja 29:17-21 Första Korinthierbrevet 4:1-5 Matteusevangeliet 11:2-11 | Malaki 4:4-6 Andra Petrusbrevet 1:19-21 Matteusevangeliet 11:12-19 | Jesaja 40:1-8 Galaterbrevet 3:21-29 Lukasevangeliet 3:1-15 | Psaltaren 146:3-9 |

## Övrigt
Ärkebiskop Anders Wejryd hade som valspråk valt Parate viam Domini (sv: Bana väg för Herren), ur Jes 40:3. Alltså samma ord som fått utgöra överskriften för tredje söndagen i advent.